# Нассау-Зиген, Карл Генрих
Принц Карл Генрих (Николай Отто) Нассау-Зигенский (нем. Karl Heinrich Nikolaus Otto von Nassau-Siegen, или Шарль Анри (Николя Отон) де Нассау-Зиген, фр. Charles Henri Nicolas Othon, prince de Nassau-Siegen, 5 января 1743 года, Париж, Франция — 10 апреля 1808 года, имение Тынна Ново-Ушицкого уезда Подольской губернии Российской империи) — французский аристократ, знаменитый своими авантюрами и военными подвигами; полковник французского флота и кавалерии, генерал-майор испанского королевского флота, адмирал российского гребного флота екатерининской эпохи, известный как блистательными победами, так и сокрушительными поражениями.
Неуязвимый (фр. invulnérable) — такое прозвище, с лёгкой руки принца де Линь, он носил среди французских аристократов, поскольку, несмотря на участие во многих военных кампаниях, бесчисленных дуэлях и авантюрах, ни разу не был ранен. У российских авторов его фамилия иногда встречается в сокращённой форме — Нассау.

## Происхождение
Принц Шарль Анри Николя Отон де Нассау-Зиген считался отпрыском так называемой «католической линии» княжеской ветви Нассауского владетельного дома, правившей городом Зиген. Однако принадлежность его к этому роду и права на титул принца долгое время являлись предметом споров. Его дед Иммануил Игнац (1688—1735) был младшим сыном от третьего брака владетельного князя Зигена — Иоганна Франца Дезидератуса (1627—1699) с баронессой Изабель Клэр Эжени дю Паже де ла Серр (фр. Isabella Claire Eugénie du Paget de la Serre) (1651—1714). В 1701 году Имперский надворный совет, а в 1709 году Имперский камеральный суд признали брак его родителей неравным, что исключало Иммануила Игнаца с нисходящим потомством из права наследия. Поэтому он получил официальный титул барон фон Ронсе (нем. Baron von Ronse). Однако, вопреки возражениям дома Нассау, стал самовольно именовать себя принцем фон Нассау-Зиген (нем. Prinz von Nassau-Siegen).
Иммануил Игнац был женат на французской маркизе Катрин Шарлот де Майи-Нель (фр. Catharine Charlotte de Mailly-Nesle), родной тётке фавориток короля Людовика XV — Мари-Анн де Майи-Нель и её старшей сестры мадмуазель де Мальи. Позднее супруги расстались, и через семь лет после развода маркиза от неизвестного отца родила сына — Максимилиана Гийома Адольфа. Однако публично она заявила, что это произошло в результате тайной встречи с бывшим супругом. Тот, не имея иных наследников, был вынужден уступить давлению королевского двора, признать ребёнка и дать ему свой самозваный титул.
В 1743 году умер старший сводный брат Имануила Игнаца — владетельный князь Зигена Вильгельм Гиацинт, не оставив мужского потомства. Таким образом, пресеклись обе линии княжеского рода Нассау-Зиген: и протестантская, и католическая. Максимилиан Гийом Адольф, воспользовался этим, чтобы заявить свои права на княжество Нассау-Зиген в Имперском надворном совете, но в 1746 году проиграл этот процесс. Он не отступился и подал иск в Парижский парламент, но из-за собственной ранней кончины не успел довести дело до конца. Многолетнюю тяжбу продолжила его вдова, которая добилась к 1756 году решения в свою пользу, позволившего её мужу (посмертно) и их сыну Шарлю Анри Николя Отону официально носить титул принца де Нассау-Зиген (фр. prince de Nassau-Siegen). Однако данный вердикт имел юридическую силу лишь на территории Франции и до 1791 года не был признан ни Священной Римской империей, ни домом Нассау.

## Биография
Принц Шарль Анри Николя Отон — единственный, доживший до совершеннолетия, из четырёх сыновей Максимилиана Гийома Адольфа, принца де Нассау-Зигена (фр. Maximilien Guillaume Adolphe Charles Henri Nicolas Othon de Nassau-Siegen, 1722—1748) и его супруги Мари Мадлен Амиси, урождённой графини де Монши (фр. Marie Madelene Amicie, nee Comtesse de Monchy, ?—1752), дочери маркиза де Сенарпона.

### Ранние годы
Родился принц Шарль Анри в Париже и провёл детские годы в Буберском поместье родителей под Аррасом. Когда ему было пять лет, cкончался отец, не доживший несколько месяцев до рождения его сестры Шарлотты Амиси (фр. Charlotte Amicie, 1748—?). В возрасте 15 лет поступил во французскую армию добровольцем и вскоре стал пехотным лейтенантом, а через некоторое время драгунским капитаном. Принял участие в Семилетней войне.

### В экспедиции Бугенвиля (1766—1769)
Разочаровавшись в армейской карьере, принц Нассау-Зиген в 1766 году оставил службу и поспешил в Брест, чтобы на корабле «Звезда» (фр. l'Étoile) отплыть в кругосветное плавание под командованием Луи Антуана де Бугенвиля. Некоторые современники считали этот шаг попыткой бегства от долгов, которыми успел себя обременить молодой офицер, привыкший жить на широкую ногу.
В 1767 году экспедиция находилась у побережья Аргентины, где в устье Ла-платы принц Нассау-Зиген принял участие в охоте на ягуара. Загнанный зверь неожиданно бросился на одного из его спутников — Шевалье де Льерезона, однако принц не потерял хладнокровия и спас жизнь товарища, убив хищника метким выстрелом.
Главной целью экспедиции было исследование южной части Тихого океана, поэтому, пройдя Магелланов пролив, он в апреле 1768 года он прибыл на Таити, затем посетил Самоа и Новые Гебриды, Новую Бретань (ныне Архипелаг Бисмарка), Новую Гвинею и Маврикий, и, пройдя мыс Доброй Надежды, через два с половиной года вернулся в Сен-Мало. В ходе этого путешествия Нассау-Зиген проявил незаурядные дипломатические способности, налаживая отношения с туземным населением посещённых им островов. В частности, в Европе получил пикантную известность эпизод произошедший с ним на Таити. Вождь одного из местных племён по имени Эрети первоначально отнёсся к пришельцам враждебно, однако принц, соблазнив его жену, добился через её влияние на мужа дружеского расположения к французам.

### На французской, польской и испанской службе (1772—1786)
По возвращении из экспедиции, в 1772 году Нассау-Зиген вновь вступил в ряды французской армии и назначен полковником и владельцем Королевского полка немецкой кавалерии. В это же период он познакомился и подружился с польским королём Станиславом Августом, который в 1774 году наградил его высшими орденами своей страны.

#### Десантный корпус «Де Нассау»
В 1778 году Франция вступила в Войну за независимость США на стороне восставших колоний. Это привело к тому, что лояльные Великобритании каперы с острова Джерси значительно активизировались, нанося ощутимый ущерб французской морской торговле от Ла-Манша до берегов Северной Америки. Страдали от их нападений и тайные поставки оружия и снаряжения восставшим, которые по поручению короля наладил друг принца Пьер де Бомарше, ныне более известный, как драматург. Последнему эти операции приносили солидные барыши и потому он был крайне заинтересован в обеспечении безопасности судоходства. Принц Нассау-Зиген взялся устранить угрозу джерсийских каперов. Для этого в декабре он получил разрешение Людовика XVI сформировать за счёт де Бомарше и возглавить частный морской десантный корпус численностью около 6000 человек, названный им в собственную честь «Добровольческий корпус де Нассау» (фр. corps de volontaires de Nassau). Своим заместителем Нассау-Зиген выбрал авантюриста и солдата-наёмника, самозванного барона Филиппа де Рюлькура.
Сдав командование Королевским полком немецкой кавалерии, принц в конце апреля 1779 года отплыл из Сен-Мало с корпусом «де Нассау» на пяти фрегатах, нескольких куттерах и множестве десантных лодок (числом около 50) с тем, чтобы ранним утром 1 мая высадиться в заливе Сент-Уэн и захватить Джерси coup de main. Однако своевременно прибывшие под командованием лейтенант-губернатора острова майора Мозеса Корбета (англ. Moses Corbet) на место высадки части британских регулярных войск и островной милиции, подкреплённые несколькими полевыми орудиями, пресекли это намерение. Не достигнув побережья из-за отлива, и потеряв от огня противника одну лодку с 40 десантниками, принц Нассау-Зиген решил попытать счастья в другом заливе острова — Сент-Брелад. Но и там его ждали части джерсийской милиции, и он был вынужден ретироваться в Сен-Мало ни с чем.
Через несколько дней ответным рейдом английская эскадра под командованием сэра Джеймса Уолеса настигла и сожгла на якорной стоянке большую часть десантной флотилии принца в бухте Канкаля, захватив при этом в качестве приза 32-пушечный фрегат «Даная» и два меньших судна. Нассау-Зиген лишился, таким образом, почти всех средств доставки десанта.
Эта неудачная военная авантюра, тем не менее, оказалась не совсем бесплодной, поскольку отвлекла на помощь островитянам британскую эскадру под командованием адмирала Мариота Арбатнота. В конечном итоге порученный его охране конвой с подкреплениями для лоялистов в Северной Америке, задержался в пути почти на два месяца, что заметно ухудшило их положение.
По возвращении, принц попытался реформировать корпус «де Нассау», чтобы взять реванш за поражение на Джерси. Однако содержание частной армии требовало непомерных затрат и 16 августа 1779 года был пришёл королевский приказ передать корпус сухопутным войскам. Формально оставаясь владельцем корпусного имущества, принц был заменён новым командиром лейтенант-полковником д’Айме (фр. d’Ayme). Расстроенный военными неудачами, Нассау-Зиген отбыл поправлять здоровье на бельгийский курорт Спа.

#### Большая осада Гибралтара

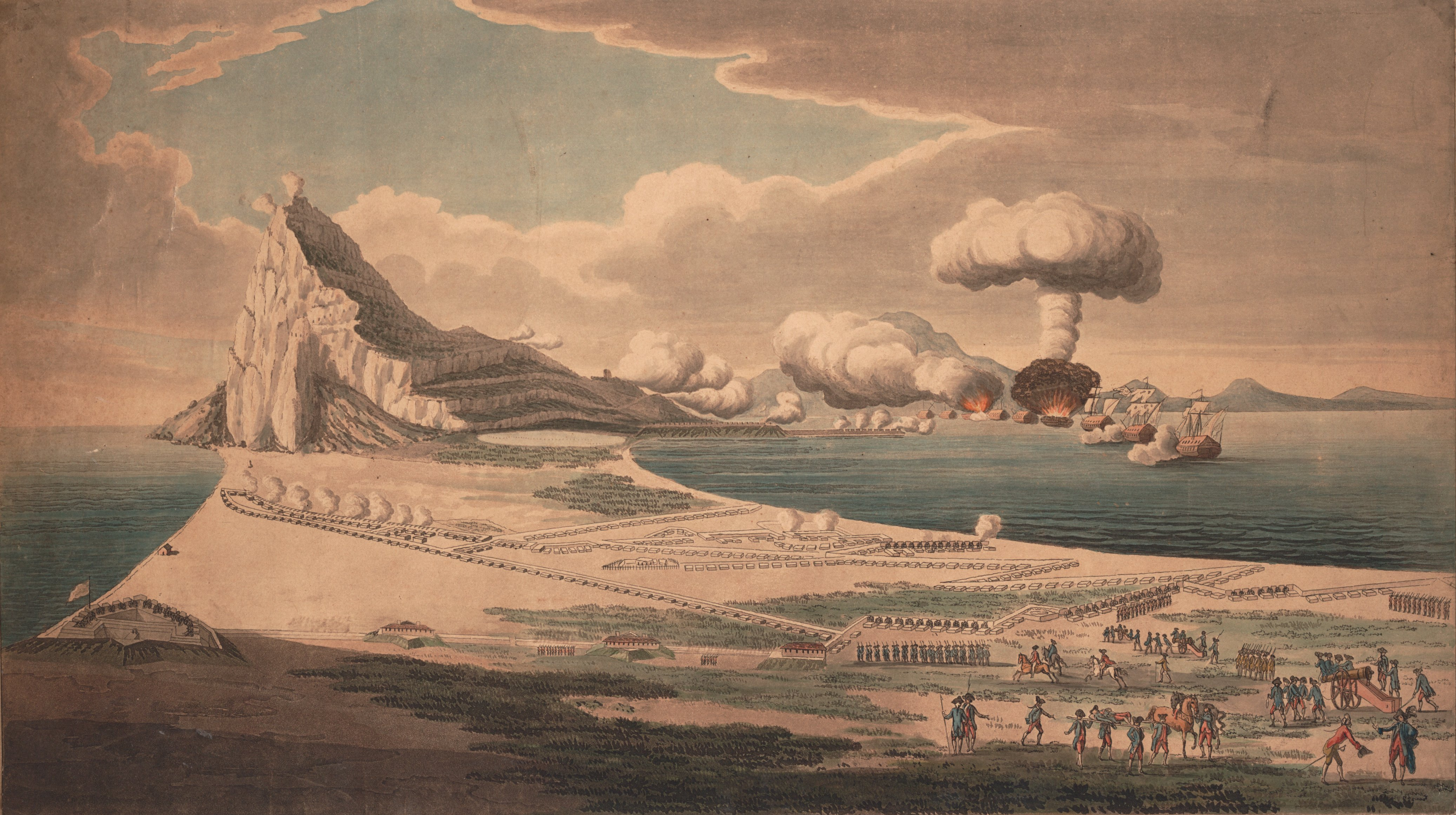
Панорама Большой осады Гибралтара со взрывом одной из плавучих батарей на заднем плане.

С 1780 года Нассау-Зиген поселился в Варшаве, однако вскоре отправился в Испанию, чтобы принять участие в штурме Гибралтара в качестве командира «Талья Пиедра» (исп. Talla Piedra) — одной из самых больших плавучих батарей из 10, построенных специально для генерального штурма по оригинальному проекту французского инженера Мишо д’Арсона. Она имела экипаж 700 человек при 28 орудиях, размещённых на двух деках только с одного борта, обращённого к противнику. Деревянный бруствер толщиной 3—4 фута, усиленный изнутри мешками с песком, а снаружи обшитый дранкой, которую матросы должны были постоянно орошать водой с помощью сложной системы ручных помп, цистерн и перепускных труб, служил, по замыслу инженера, надёжной защитой от зажигательного действия английских калёных ядер.
Рано утром 13 сентября 1782 года начался генеральный штурм Гибралтара — большие и неповоротливые батареи стали выводить на боевую позицию. Однако из-за несогласованных действий командования только три из них бросили якоря на дистанции выстрела, причём «Талья Пиедра» — ближе всех к противнику. Линейный строй батарей был нарушен, и остальные семь встали на 1—3 кабельтовых дальше от цели. Это не позволило обеспечить плотность огня, необходимую для нанесения англичанам критического урона. Тем не менее, экипаж под командованием принца весь день обстреливал форты, не теряя присутствия духа под интенсивным ответным огнём. Как выяснилось позднее, «Талья Пиедра» была единственный из всех батарей, на которой матросы продолжали качать воду для увлажнения дранки в течение всего боя. Несмотря на эти усилия, задумка д’Арсона себя не оправдала — одно из калёных ядер пробило бруствер до сухих деревянных конструкций, и они начали тлеть. К вечеру огонь добрался до порохового погреба, и батарея взлетела на воздух — Нассау-Зиген чудом остался в живых. Ещё раньше аналогичная судьба постигла остальные две батареи, оказавшиеся в зоне обстрела — штурм был провален. За героизм и мужество проявленные в этом бою принц получил в награду 3 000 000 реалов, чин генерал-майора флота и титул гранда 1-го класса, дававшего привилегию говорить с испанским королём, не снимая головного убора.

#### Знакомство с Потёмкиным и Екатериной II
Несмотря на солидное вознаграждение за Гибралтар, долги принца продолжали стремительно расти. Чтобы выручить друга, де Бомарше предложил Нассау-Зигену раздобыть во Франции два корабля и добиться у испанского короля разрешения на их беспошлинный заход во все порты испанских колоний. Карл III просьбу принца удовлетворил, а де Бомарше договорился с одним торговым домом, готовым поставить грузы и заплатить принцу 500 000 ливров и 10 мая 1783 года от имени Нассау-Зигена передал Людовику XVI им же самим составленный мемуар с просьбой о предоставлении двух кораблей. Морской министр маршал де Кастр весьма благосклонно отнесся к просьбе принца, но тот вместо благодарности рассорился с ним, в результате чего разрешение на предоставление судов было аннулировано. Боясь оказаться за долги в тюрьме, Нассау-Зиген счел за благо вернуться в Польшу, где в Гродно получил от короля Станислава Августа подданство Речи Посполитой и магнатское достоинство. В качестве ответной любезности он взялся возобновить турецко-польские торговые связи, для чего отправился в Стамбул, составив по дороге самую подробную на то время карту русла Днестра. Понимая, что успех любого предприятия в Черноморском регионе во многом зависит от всесильного правителя Новороссии светлейшего князя Г. А. Потёмкина, нашёл дипломатический повод быть ему представленным, и через несколько дней они стали друзьями.
В том же году Нассау-Зиген отправился в Париж, где уладил дела с военной собственностью добровольческого корпуса «де Нассау», уступив её графу де Монреаль. По этому случаю Людовик XVI назначил ему пожизненную пенсию 12 000 ливров. На обратном пути в Варшаву он задержался в Вене, чтобы возобновить в Имперском надворном совете тяжбу о восстановлении своих прав на княжество Нассау-Зиген. Однако процесс затягивался, и в начале 1786 года, не имея терпения дождаться его результатов, принц поспешил по приглашению князя Потёмкина в Россию, чтобы быть представленным Екатерине II и сопровождать её во время посещения южных губерний. Хотя русская императрица поначалу и пеняла своему фавориту на эту дружбу из-за сомнительной репутации принца-авантюриста, позднее она, познакомившись с ним лично, изменила своё отношение на исключительную благосклонность. Благодаря этому Нассау-Зигену удалось в ходе поездки выполнить дипломатическое поручение польского короля — он добился согласия российской императрицы на встречу со Станиславом Августом. В конце путешествия принц получил в подарок несколько имений в Крыму, в том числе и знаменитую Массандру, и стал, таким образом, первым её владельцем после включения в состав Российской Империи. По легенде, именно он первым оценил винодельческий потенциал этих земель и выписал туда из Франции виноградную лозу.

### На русской службе
С началом Русско-турецкой войны принц был принят на российскую службу начальником Днепровской гребной флотилии в чине контр-адмирала. Матросы называли Нассау «пирог с грибами», так как он выучил по-русски только две команды: «вперёд!» и «греби!», но произносил их как «пирог» и «грибы». 17—18 июня 1788 он вместе с контр-адмиралом Джон Пол Джонсом разбил турецкий флот под Очаковом и 1 июля уничтожил его остатки, укрывшиеся под защиту крепости. За проявленные в этих делах военную доблесть и мужество Нассау-Зиген получил звание вице-адмирала. Вскоре князь Потёмкин начал ревновать к его флотоводческой славе, и Нассау-Зиген счёл за лучшее уехать в Санкт-Петербург. Императрица милостиво приняла Нассау-Зигена и назначила начальником гребного флота в Финском заливе. Также отправляла с дипломатическим поручением его к разным европейским дворам содействовать заключению тайного русско-французско-испанско-австрийского союза.
Начавшаяся на севере война со Швецией расстроила эти планы — принц вернулся к командованию гребным флотом и одержал победы над шведами 4 августа 1789 года в 1-м сражении при Роченсальме, за которое он получил Орден Андрея Первозванного, и 21 июня 1790 года — в Биорке-Зундском проливе, из которого выбил шведскую гребную флотилию. Но вслед за этим Нассау-Зиген опоздал к Выборгскому сражению 22 июня и потерпел жестокое поражение во 2-м Роченсальмском бою 28 июня. Причиной печального результата даже сам Нассау-Зиген считал свои ошибки — излишние самоуверенность и легкомыслие. Потрясённый неудачей, он отослал императрице все пожалованные ему ордена и отличия, однако Екатерина вернула их ему со словами: «Одна неудача не может истребить из моей памяти, что Вы 7 раз были победителем моих врагов на юге и на севере». Скорое заключение мира со Швецией не позволило Нассау-Зигену восстановить в сражении свою репутацию удачливого флотоводца, что весьма его удручало и он стал проситься в отставку.
Когда к 1791 году стало ясно, что по итогам войны с Турцией Крым и Очаков отходят к России, отношения с Великобританией, недовольной её усилением на Чёрном море, оказались на грани военного конфликта. Тогда некий француз Рей де Сен Жени (фр. Ray de Saint Genie) обратился в Санкт-Петербурге к принцу Нассау-Зигену с проектом организации похода русских войск в Индию, богатейшую колонию Британской Империи, предполагаемый маршрут которого из центральных Российских губерний пролегал вниз по реке Волге и далее через Каспийское море в Среднюю Азию. Там следовало от Аральского моря по реке Амударье подняться до города Балх и затем через Гималаи выйти к конечной цели — Кашмиру, где от имени российской императрицы провозгласить восстановление Империи Моголов. Принц проект одобрил и представил Екатерине II, которую они вдвоём с де Сен Жени убеждали, что вторгнувшись в мусульманские области, русские войска не встретят сопротивления, если провозгласят своей целью поддержку ислама — наоборот, их всюду их будут приветствовать, как друзей и освободителей. Императрица казалась всерьёз заинтересованной, однако вскоре англо-российские отношения улучшились и политическая подоплёка вторжения в Индию исчезла, к тому же князь Потёмкин до своей смерти всячески высмеивал этот проект, как совершенно фантастический. В конечном итоге поход не состоялся.
В том же году Имперский надворный совет в Вене наконец решил многолетнюю тяжбу с домом Нассау в пользу принца. Ирония этого решения заключалась в том, что город Зиген был к тому времени оккупирован французскими революционными войсками, и вступить в права владения не было никакой возможности. Однако, нисколько этим не смутившись, Карл Генрих испросил продолжительный заграничный отпуск с сохранением содержания и в мае 1792 года отбыл на Рейн, чтобы отвоевать свои законные владения. Прибыв в Кобленц, где находились тогда главные силы французских роялистов, принц стал кормить и поить за свой счёт такое множество эмигрантов, что вынужден был распродать подарки Екатерины II, сервизы и свои золотые шпаги — «решил растратить все, что нажил в России», по отзыву А. Р. Воронцова.
К 1794 году Нассау-Зиген оказался в свите прусского короля Фридриха Вильгельма II, который весьма ценил общество принца. В том же году, после неоднократных просьб, был окончательно уволен от службы в российском флоте (с полным содержанием), а его крымские владения, включая Массандру, отошли в казну. При этом он оставался тайным агентом российской императрицы.
С началом восстания Костюшко Фридрих Вильгельм II вступил со своими войсками на территорию Польши. Екатерина II распорядилась «последовать принцу Нассау-Зиген к прусской армии», то есть находиться непосредственно в лагере прусского короля для координации действий союзных войск. Кроме того, ему был поручен негласный сбор данных о ходе кампании и выяснение дальнейших планов не слишком надёжного союзника России, с чем он вполне справился.

### Последние годы жизни, смерть
13 сентября 1794 года после безуспешной полуторамесячной осады Варшавы Фридрих Вильгельм II увёл войска подавлять восстание поляков, вспыхнувшее у него в тылу. Пруссия, тем самым фактически вышла из войны, и принц последовал за королевским двором в Берлин. Оставшись не у дел, отбыл с супругой в Венецию, где поселился в роскошном палаццо Лоредан. Там он устроил нечто вроде колонии французских эмигрантов: каждый, кого приютил принц, платил за жильё по средствам, а те, у кого их не было, могли жить во дворце бесплатно.
Однако праздная жизнь скоро ему наскучила, и он вновь решил попытать счастья на испанской службе, для чего отправился в Мадрид. Эта затея после многих хлопот потерпела неудачу. Тем временем условия аренды дворца Лоредан были нарушены и его пришлось оставить, а эмигрантскую колонию распустить — семья Нассау-Зиген переехала в Вену. Не встретив там достойного приёма, супруги отправились в свои польские владения. Незадолго перед тем княгиня Сангушко их заметно расширила за счёт наследства, доставшегося ей от недавно умершего брата. Оттуда в 1795 году принц вновь явился ко двору российской императрицы, однако Екатерина II, недовольная прежним отказом, приняла его весьма холодно. Тем не менее, через год, вскоре после её смерти, он всё же приехал в Санкт-Петербург, чтобы «поклониться праху великой женщины».
После заключения в 1802 году Амьенского мира Нассау вернулся во Францию, где безуспешно хлопотал о получении поста имперского маршала в армии Наполеона. В 1807 году в собственном имении Тынна в Юго-Западном крае (ныне — село Тынная в Дунаевецком районе Хмельницкой области Украины) от лихорадки умерла княгиня Сангушко, и принц вернулся в Россию, чтобы уладить дела с её наследством. Нассау-Зиген поселился в Тынне и усердно занялся сельским хозяйством, а также устройством своих владений в Крыму, Польше и Белоруссии.
Принц Нассау-Зиген умер 10 апреля 1808 года в Тынне, где и был похоронен. По легенде, он завещал украсить свою могилу одними только живыми цветами, ухаживать за которыми всегда должны были две самые красивые девушки Тынны. Он даже учредил специальный фонд, который, в случае замужества одной из них, выплачивал бы приданое — тогда для ухода за цветами односельчане должны были избрать новую красавицу. Могила принца не сохранилась (разрушена в 1980-е годы, на её месте выстроен костёл).

## Награды
- 1774 год — польский король Станислав Понятовский наградил принца Нассау-Зигена высшими орденами Белого Орла и Святого Станислава.
- 1779 год — Людовик XVI — орденом Святого Людовика за организацию вторжения на Джерси.
- 1782 год — за отличие при осаде Гибралтара получил орден Золотого руна и орден Святого Януария.
- 24 июля 1788 года — награждён орденом Святого Георгия 2-го класса «За оказанное им отличное мужество 1788 года июня 7 дня отражением на Очаковском Лимане турецкой морской силы, под командою Капитан-паши и одержанием под него знаменитой победы.»
- 1789 год — за победу в 1-м сражении при Роченсальме получил орден Андрея Первозванного.
- По заключении мира со Швецией Екатерина II наградила его золотой шпагой с алмазами и серебряным сервизом.

## Семья, потомки и личные связи

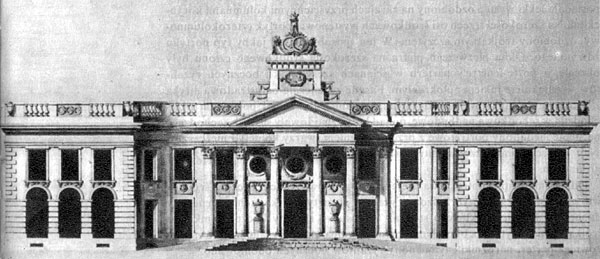
Дворец Гоздзких в Варшаве — предшественник резиденции «Дынасы», 1777.

В 1772 году во Франции у Нассау-Зигена от внебрачной связи с некоей Терез Эймер (фр. Thérèse Eymer), по прозвищу «Флёри» (фр. Fleury), родилась дочь Софи (фр. Sophie; †1849), которую принц признал. Он повсюду возил с собой живописный портрет и пытался устроить судьбу принцессы — даже предлагал, её руку Фёдору Васильевичу Ростопчину. В 1794 году в Ансбахе Софи де Нассау вышла замуж за Жана-Луи-Анри де Банкалиса де Морель д'Арагона (1763—1848), получившего стараниями тестя звание подполковника на русской службе. Впоследствии он стал наследственным бароном-пэром Франции и президентом общего собрания департамента Тарн. Их потомки здравствуют и поныне.
В конце 1779 года в Спа принц Нассау-Зиген повстречал недавно разведённую княгиню Каролину Сангушко (1751—1804), урождённую Гоздзкую (пол. Gozdzki), владелицу обширных поместий. Встречу эту ей весьма точно предсказал накануне граф Калиостро во время одного из магических сеансов в Варшаве. По свидетельству современников княгиня Сангушко была женщиной исключительно красивой и образованой, но легкомысленной, дерзкой и «большой лгуньей», которую «ничто не приводило в смущение».
В сентябре 1780 года принц и княгиня сыграли свадьбу в присутствии польского короля Станислава Августа. Известна ода Адама Нарушевича по этому поводу. При этом их брак был зарегистрирован лишь гражданским ведомством, поскольку папа римский отказал принцу в венчании с разведённой женщиной, запрещённом догматами католической церкви. Молодожёны поселились в роскошном дворце «Дынасы» — реконструированной принцем старой, пришедшей в запустение, резиденции Гоздзких, расположенной в варшавском Средместье.
Супруги проводили вместе не так уж много времени в силу характера и образа жизни принца, склонного к военным походам и дальним путешествиям. Тем не менее, княгиня Сангушко была в восторге от того, что соединила свою судьбу с «королём авантюристов», переезжала с ним от одного места службы к другому и неизменно публично восторгалась им. Даже после известия о Роченсальмской катастрофе княгиня легкомысленно заявила: «…во всём этом я вижу только славу принца Нассауского». Сам Нассау-Зиген был вполне искренне привязан к супруге, о чём свидетельствую подробные ежедневные его письма к ней во время путешествия в свите Екатерины II по Югу России. Общих детей у них не было. Поэтому всё их состояние унаследовала воспитанница княгини — крымская гречанка по имени Элькомон (пол. Elkomon), дочь капитана. Она получила образование в Париже, а позже вышла замуж за некоего Булакина и поселилась в Санк-Петербурге. Права наследия перешли к четверым её детям, которые в 1841 году безуспешно пытались через суд восстановить владение участком варшавской земли, где некогда возвышался дворец «Дынасы».
Принц, а за ним и княгиня, были весьма дружны с известным французским литератором, драматургом и предпринимателем де Бомарше. Тот, узнав однажды об их страстном желании, несмотря на запрет, обвенчаться в церкви, бросился убеждать парижского архиепископа монсеньора де Бомона свершить этот обряд. Архиепископу стоило большого труда втолковать де Бомарше, почему это невозможно. Тогда раздосадованный отказом драматург обратился к самому королю Людовику XVI. Тот, рассудил, что предыдущее венчание принцессы Сангушко, состоявшееся в Польше, во Франции можно считать недействительным, и милостиво разрешил провести церемонию. В архиве де Бомарше сохранилось около 200 писем от четы Нассау-Зиген, многие из них с просьбой о займе той или иной суммы денег, при этом княгиня Сангушко регулярно писала его фамилию с ошибкой — «Бонмарше» (фр. Bonmarché — «дешёвка»), чему тот великодушно не придавал никакого значения и охотно ссужал обоих. Общая сумма задолженности дошла до 125 000 ливров, поэтому, когда принц уезжал на войну, де Бомарше ему всегда писал: «Только смотрите, чтобы Вас не убили!» Хотя супруги Нассау-Зиген так и не погасили этот долг полностью, принц отплатил своему другу сполна, выручив его в 1785 году из тюрьмы Сен-Лазар, куда того заточили без суда и следствия по приказу короля. Нассау-Зиген обратился к графу д’Артуа и стал горячо просить за де Бомарше. Тот внял и сумел убедить своего брата Людовика XVI в необходимости отменить необдуманный приказ. Кроме того, чета Нассау-Зиген весьма ценила творчество де Бомарше, способствовала его популяризации за пределами Франции. Так они осуществили первую постановку его комедии «Женитьба Фигаро» в Польше, роль Сюзанны в которой сыграла сама княгиня Сангушко.
Был он знаком и с Джакомо Казанова, которого повстречал в 1783 году во время поездки в Спа, а в 1784 году в Гродно свёл знакомство с просветителем Георгом Форстером. Во время польской кампании 1794 года в прусском лагере с ним сошёлся случайно оказавшийся там капитан на русской службе К. О. Оде-де-Сион, будущий инспектор классов Пажеского корпуса. Позднее принц представил весьма похвальный отзыв о нём в Военную коллегию.
Дружил Нассау-Зиген и с российским посланником в Неаполе Фёдором Гавриловичем Головкиным, который в 1795 году несколько месяцев жил в его венецианском палаццо Лоредан на обратном пути в Россию и оставил ряд мемуарных зарисовок о своих гостеприимных хозяевах.

## Память
- Посмертно выведен в «Пане Тадеуше» под фамилией Denassów.
- Драматический эпизод экспедиции Бугенвиля, когда Нассау-Зиген во время охоты спас товарища от клыков ягуара, лёг в основу целого ряд полотен художника-баталиста Франческо Казанова, дружившего с принцем[18]. Одно из них, огромное по размеру, было подарено Потёмкину, затем перекочевало в коллекцию Эрмитажа, а ныне хранится в Музее Российской академии художеств в Санкт-Петербурге.
- Название улицы Дынасы[пол.] (пол. Dynasy) в Варшаве появилось благодаря роскошному дворцу, который в 1780-х годах принц выстроил здесь для своей супуруги, княгини Сангушко. Первоначально он назвал новую резиденцию, расположенную на вершине холма, в собственную честь — «Горы де Нассау» (пол. Góry de Nassau), что на польский манер звучало, как «Горы Дынасовские» (пол. Góry Dynasowskie), или кратко — «Дынасы». Постепенно название закрепилось за историческим районом и улицей, прилегающими ко дворцу, который сгорел уже в 1788 году, хотя одна его ротонда простояла до Второй мировой войны.

## Оценки
Командующий парусной эскадрой Пол Джонс в своих мемуарах критически оценивал деятельность принца Нассау-Зигена во время морской блокады Очакова.
Российский посланник в Неаполе Фёдор Гаврилович Головкин, лично знавший принца, в своих мемуарах сообщил, что Нассау-Зиген, несмотря на высокие воинские звания, заслуги и обширные общественные связи, был человеком весьма малообразованным, с трудом умел писать, читать и считать.

## Комментарии
1. ↑  Термин морганатический брак появился позднее, на рубеже XVIII—XIX веков, а до этого подобные браки назывались неравными.
2. ↑  По другим сведениям — в 1804 году в Крыму.
3. ↑  Помимо всего прочего, письма эти и являются ценным историческим свидетельством событий той эпохи.

### Книги
- Johann Stephan Pütter. Chapter IV // An Historical Development of the Present Political Constitution of the Germanic Empire :  [англ.] / Translated from German by Josiah Dornford. — London : T. Payne and son, 1790. — Vol. III, bk. XI. — P. 320.
- Franc̜ois Alexandre Aubert de La Chesnaye-Desbois. Chapter IV // Dictionnaire de la noblesse, … :  [фр.] / Chez Antoine Boudet. — Seconde édition. — Paris : Libraire-Imprimeur du Roi, 1775. — Vol. X. — P. 760.
- Élisabeth-Louise Vigée-Le Brun. Portraits à la plume // Souvenirs de Madame Vigée Le Brun :  [фр.]. — Paris : Charpentier et Cie, Libraires-éditeurs, 1869. — Vol. 2. — P. 378.
- Franc̜ois Alexandre Aubert de La Chenaye-Desbois. Dictionnaire de la noblesse, … :  [фр.] / Chez Antoine Boudet. — Seconde édition. — Paris : Libraire-Imprimeur du Roi, rue saint Jaques, 1778. — Vol. XII. — 934 p.
- The Rev. Philip Falle. An Account of the Island of Jersey : With an Appendix of Records, &o :  [англ.] / Notes and illustrations by the Rev. Edward Durell. — Jersey : Richard Giffard, 1837. — 480 p.
- David Syrett. The Royal Navy in European Waters During the American Revolutionary War :  [англ.]. — illustrated. — Columbia, South Carolina, USA : University of South Carolina Press, 1998. — 217 p. — Studies in maritime history. — ISBN 1-57003-238-6.
- А. А. Безбородко. Канцлер князь Александр Андреевич Безбородко в связи с событиями его времени. Том 2 // Сборник Императорского Русского Исторического Общества / Председатель Общества, Сенатор А. А. Поленцов. — СПб. : Императорское Русское Историческое Общество, 1881. — Т. 29. — 736 с.
- Нассау-Зиген, Карл Генрих Николай Отто // Энциклопедический словарь Брокгауза и Ефрона : в 86 т. (82 т. и 4 доп.). — СПб., 1890—1907.
- Военная энциклопедия / Под ред. В. Ф. Новицкого и др. — СПб.: Т-во И. Д. Сытина, 1911—1915.
- Нассау-Зиген К.-Г. Императрица Екатерина II в Крыму. 1787 г. Отрывки из дневника и переписки / Перевод и публ. В. В. Т. // Русская старина, 1893. — Т. 80. — № 11. — С. 283—299. Архивная копия от 29 сентября 2011 на Wayback Machine
- Нассау-Зиген К.-Г. Рассказ очевидца о путешествии Екатерины II в Крым. Извлечение // Исторический вестник, 1893. — Т. 53. — № 9. — С. 819—821. Архивная копия от 21 февраля 2013 на Wayback Machine
- Скрицкий Н. В. Георгиевские кавалеры под Андреевским флагом. — М.: Центрполиграф, 2002
- Фредерик Грандель. Бомарше = Beaumarchais: ou, la calomnie. Paris, Flammarion, 1973 / Перевод с французского Л. Зониной и Л. Лунгиной. — М.: Книга, 1986. — 400 с.
- Рене де Кастр. Бомарше / Переводчик: И. Сосфенова. — М. : Молодая гвардия, 2003. — 432 с. — (Жизнь замечательных людей). — ISBN 5-235-02565-2.
- - статья о с. Тынна
- Свешников Н. Н. Лиманская кампания Пола Джонса. – Курск: Изд-во ЗАО «Университетская книга», 2020. – 161 с. – ISBN 978-5-907311-20-6.

### Статьи
- №11976, с. 2 (англ.) // London Gazette : newspaper. — London, 1779. — No. 11976. — P. 2. — ISSN 0374-3721.
- An old Jersey militiaman. French attacks on Jersey, in 1779 and 1781 :  [англ.] // The Guernsey and Jersey Magazine / Jonotan Duncan. — London, 1837. — Vol. III (June). — P. 370—373.